# Distretto di Ǵabıt Músirepov
Il distretto di Ǧabit Musirepov (in kazako: Ғабит Мүсірепов ауданы) è un distretto (audan) del Kazakistan con  capoluogo Novoišimskij.